# Michael Reisecker
Michael Reisecker (* 26. November 1982 in Ried im Innkreis) ist ein österreichischer Dokumentarfilmer. Bekannt ist er vor allem für seine Roadmovie-ähnliche Dokureihe Reiseckers Reisen, die ihn durch ganz Österreich führt und seit 2010 vom ORF ausgestrahlt wird.

## Leben
Reisecker kam im oberösterreichischen Ried im Innkreis zur Welt und wuchs in der Nachbargemeinde Hohenzell auf. Nach einem Jahr Tourismusschule absolvierte der große Formel-1- und Gerhard-Berger-Fan eine Lehre zum Kfz-Techniker. Nach der Abendschule studierte er Material- und Verarbeitungstechnik und schloss mit dem Titel DI (FH) ab. Ein halbes Jahr war Reisecker für einen internationalen Linzer Konzern in der Forschung tätig, ehe er zwei Winter als Skilehrer jobbte.
Nach dem Studienabschluss reiste Reisecker nach Australien und Neuseeland und kam in Gesprächen mit Einheimischen zur Erkenntnis, sein eigenes Herkunftsland nicht sonderlich gut zu kennen. Daraufhin schaffte er sich eine Minikamera an, die er in ein Brillengestell einbaute und zu seinem Markenzeichen machte. 2009 drehte er, inspiriert von Franz Xaver Gernstl, in zwei Monaten eine erste Runde durch Österreich und sammelte Gespräche mit rund 70 Leuten. Einen Zusammenschnitt dieser Reise sendete er an die Wiener Produktionsfirma von Nikolaus Geyrhalter, die ihm schließlich einen Termin beim ORF vermittelte. Am Vorabend des Nationalfeiertags 2010 liefen die ersten Eindrücke von Reiseckers Reisen, die trotz später Sendezeit eine gute Quote erzielten. Seitdem entstanden fünf Staffeln des ungewöhnlichen Formats, bei dem Reisecker in einem VW T5 durch Österreich tourt und als Regisseur und Kameramann in Personalunion bereits hunderte Gespräche mit verschiedensten Menschen führte.
Sein Filmdebüt Auf 4 Rädern realisierte Reisecker 2013. Der Dokumentarfilm begleitet den unter Muskelschwund leidenden 31-jährigen Harald „Harry“ Hötzinger auf einer Reise zu den Filmfestspielen von Cannes.
Seit 2021 sitzt er für die Grünen im Gemeinderat von Regau. 
Michael Reisecker ist Vater von zwei Kindern.

## Filmografie
- seit 2009: Reiseckers Reisen
- 2013: Auf 4 Rädern

## Auszeichnungen
- 2011: Sonderpreis für den innovativsten Film beim Festival of Nations für Reiseckers Reisen
- 2012: Nominierung für den Fernsehpreis der Österreichischen Erwachsenenbildung in der Kategorie Dokumentation für das Reiseckers-Reisen-Special zur US-Wahl
- 2013: Mostdipf-Preis